# Скурати (Трапани)
Скурати је насеље у Италији у округу Трапани, региону Сицилија.
Према процени из 2011. у насељу је живело 134 становника. Насеље се налази на надморској висини од 54 м.